# 御夫座18
御夫座18，又名BD+33 1010，HD 34499、SAO 57893、HR 1734，是御夫座的一颗恒星，视星等为6.49，位于銀經172.72，銀緯-1.92，其B1900.0坐标为赤經5h 12m 47.8s，赤緯+33° -1.92′ 48″。